# Slag om Fort Donelson
De Slag om Fort Donelson werd uitgevochten van 12 tot 16 februari 1862 in het westelijke deel van de Amerikaanse Burgeroorlog. De inname van het fort door de Noordelijken ontsloot de rivier de Cumberland als een invasie-route naar het Zuiden. Deze slag maakte de onbekende brigadegeneraal Ulysses S. Grant op slag tot een nationale bekendheid als "Unconditional Surrender" Grant, met erbovenop een promotie tot generaal-majoor.

## Wat voorafging
Deze slag vond plaats kort na de slag om Fort Henry op 6 februari 1862, waarin Grant en U.S. Navy vlagofficier Andrew Foote het fort veroverden en zo de rivier de Tennessee ontsloten voor Noordelijke scheepvaart. Ongeveer 2500 verdedigers van Fort Henry ontsnapten vóór de overgave en marcheerden de 20 km oostwaarts naar Fort Donelson.
Dit stelde de Zuidelijken voor een lastig parket: Grants leger bevond zich nu tussen de twee legers van de confederale generaal Albert Sidney Johnston (P.G.T. Beauregard in Columbus (Kentucky) met 12.000 man en William J. Hardee in Bowling Green (Kentucky) met 22.000). De inname van Fort Henry veroorzaakte een diepe inkeping in het centrum van de frontlinie die Tennessee verdedigde. De Noordelijken hadden ook de spoorweg ten zuiden van het fort afgesneden, dus verplaatsing van troepenversterkingen in oost-westrichting was bijna onmogelijk. Johnston was bang dat Grant en generaal-majoor Don Carlos Buell (in Louisville met 45.000 man) hem van twee kanten zouden aanvallen.
Johnston besloot zijn troepen terug te trekken uit westelijke Kentucky. Op advies van Beauregard (maar tegen zijn eigen zin) versterkte hij Fort Donelson met 12.000 man, omdat het verlies van dat fort ook het verlies van Centraal-Tennessee en daarmee van de industrie- en arsenaalstad Nashville zou zijn. Beauregard was ziek, dus stelde Johnston brigadegeneraal John B. Floyd als commandant van het fort aan. Floyd was meer politicus dan militair, maar hij was de hoogste in rang aan de Cumberland.

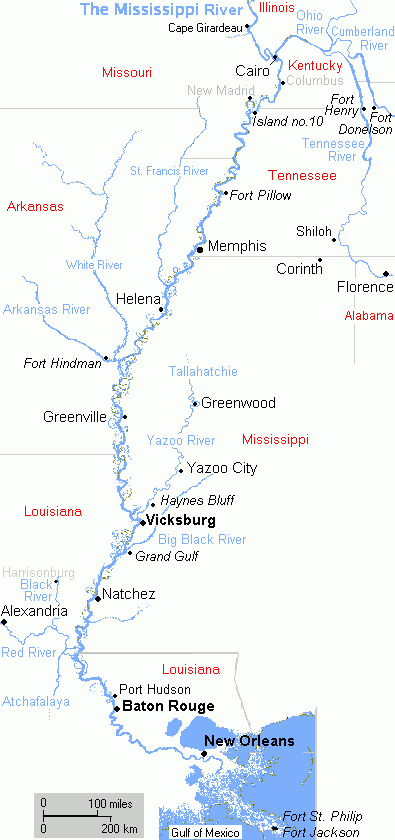
De Mississippi en de burgeroorlog

Grant had op 6 februari een telegram gestuurd naar zijn superieur Henry Halleck: "Fort Henry is van ons ... Ik zal Fort Donelson innemen en vernietigen op de 8e en terugkeren naar Fort Henry." Grant had er in zijn optimisme geen rekening mee gehouden dat de overstromende rivier de Tennessee het land rond Fort Henry had overstroomd en onbegaanbaar had gemaakt. 's Ochtends op de 11e hield hij een krijgsraad, waarin al zijn generaals – op een na – zijn plan om Fort Donelson aan te vallen ondersteunden. Dit was de laatste keer in de burgeroorlog dat Grant zo'n krijgsraad hield.

## De twee legers
Grants leger bestond uit drie divisies, geleid door de brigadegeneraals John A. McClernand, Charles F. Smith en Lew Wallace (later bekend als schrijver van Ben-Hur). Het Westelijk Flottielje onder vlagofficier Andrew Foote bestond uit vier ironclads en drie houten kanonneerboten.
Floyds leger bestond ook uit drie divisies, geleid door Floyd zelf en de brigadegeneraals Bushrod Johnson en Simon Bolivar Buckner. Tijdens de slag werd Johnson de facto vervangen door brigadegeneraal Gideon Pillow. Het garnizoen werd geleid door kolonel John W. Head en de cavalerie door kolonel Nathan Bedford Forrest.
Fort Donelson was sterker dan Fort Henry: het stond 30 meter boven de rivier de Cumberland, waardoor de kanonnen van bovenaf op de aanvallende boten konden schieten. Er waren drie rijen loopgraven in een halve cirkel rond het fort als versterking.

## De slag
Op 13 februari testten de Noordelijke divisiegeneraals de Zuidelijke verdediging met wat lokale aanvallen.

### 14 februari: inleidende beschietingen
Om 01.00 uur op 14 februari hield Floyd een krijgsraad, waarin besloten werd dat het fort waarschijnlijk onhoudbaar was. Generaal Pillow zou een uitbraakpoging leiden. Vlak voordat de uitbraak zou beginnen schoot een Noordelijke scherpschutter een assistent van Pillow neer, die de aanval afblies.
Om 15.00 uur openden Footes kanonneerboten het vuur op het fort van dichtbij, net als eerder bij Fort Henry. Maar hier beantwoordde de Zuidelijke artillerie het vuur en beschadigde alle boten, zonder verliezen aan Zuidelijke kant. Desondanks beheersten de Noordelijke boten nog steeds de rivier.

### 15 februari: uitbraak en tegenaanval
Op de ochtend van 15 februari voerden de Zuidelijken alsnog hun uitbraakplan uit, beginnend met een aanval bij zonsopkomst door Pillow. Grant had geen actie verwacht, tenzij hij die zelf begon, dus had hij alleen opdracht gegeven aan zijn generaals om op hun plaats te blijven. Grant was ver weg, op het vlaggenschip van Foote, en hoorde niet dat er een gevecht was begonnen omdat de wind verkeerd stond.
Na een gevecht van twee uur lukte het de Zuidelijken om McClernand en zijn troepen opzij te duwen en de ontsnappingsroute te openen. McClernand vroeg Lew Wallace om hulp, maar Wallace durfde dat niet toe te zeggen zonder toestemming van Grant, die nog steeds absent was. Na lang aarzelen stuurde hij één brigade, maar toen was de doorbraak al een feit. De troepen van McClernand begonnen door hun munitie heen te raken.
Maar aan Zuidelijke kant ging niet alles goed. Om 9.30 uur, toen de eerste Noordelijken werden teruggedreven, drong Nathan Bedford Forrest aan op een all-outaanval, maar Bushrod Johnson was daar te voorzichtig voor. De langzame voortgang gaf de Noordelijken de gelegenheid om rond 12.30 uur een nieuwe verdedigingslijn te vormen.
Eindelijk werd Grant gewaarschuwd, die 10 km over ijzige wegen galoppeerde om tegen 13.00 uur op Wallaces hoofdkwartier te arriveren. Hij vond er verwarring en gebrek aan leiderschap. Grant weigerde in paniek te raken en besloot tot een tegenaanval. Hij vroeg Foote om de kanonneerboten wat te laten schieten op de Zuidelijken als morele ondersteuning voor zijn troepen.
Om 13.30 uur vond Pillow het nodig om te hergroeperen en zijn troepen opnieuw te bevoorraden voordat hij de ontsnapping voortzette, en gaf zijn mannen bevel terug te keren naar hun loopgraven, tot verbazing van Floyd en Buckner. Floyd verloor zijn zenuwen en gaf alle troepen opdracht om weer binnen de linies van Fort Donelson terug te keren.
Grant handelde snel om de zo ontstane opening te benutten en gaf Charles Smith opdracht tot de tegenaanval, die compleet succesvol was. Tegen de avond waren de Zuidelijken teruggedreven tot hun oorspronkelijke posities. Grant besloot om de aanval de volgende dag voort te zetten, hoewel hij vergat om de ontsnappingsroute af te sluiten die Pillow had geopend.

### 16 februari: ontsnappingen en overgave
Om 01.30 in de nacht van 16 februari hield Floyd wederom een krijgsraad, waarin vooral Buckner overgave onvermijdelijk noemde. Floyd, die gezocht werd door de Noordelijke justitie, besloot te ontsnappen, net als generaal Pillow. Pillow trok met een klein bootje de Cumberland over, Floyd op een stoomboot met twee regimenten infanterie. Buckner bleef over om het fort over te geven. Nathan Bedford Forrest was woedend over dit vertoon van lafheid en stormde naar buiten, om zijn cavalerie van 700 man naar buiten te leiden, naar Nashville.
Op de ochtend van 16 februari stuurde Buckner een verzoek naar Grant voor een wapenstilstand en voorwaarden voor overgave. Buckner had Grant in 1854, toen die platzak was, eens geld geleend zodat hij naar huis terug kon, dus hij verwachtte enige clementie. Maar Grant had geen medelijden met een rebel tegen de Unie. Hij antwoordde: "Geen voorwaarden behalve een onmiddellijke en onvoorwaardelijke overgave kunnen worden geaccepteerd." Zo kreeg hij zijn bijnaam, mede geïnspireerd op zijn initialen: Unconditional Surrender Grant.
Grant blufte niet, dus gaf Buckner, ondanks zijn bewaar tegen Grants "niet-vrijgevige en onridderlijke voorwaarden", zijn 14.000 troepen en 40 kanonnen over, als eerste van drie Zuidelijke legers die zich aan Grant overgaven (de tweede was John C. Pemberton na het Beleg van Vicksburg, de derde Robert E. Lees Army of Northern Virginia bij Appomattox Court House). Meer dan 7000 krijgsgevangenen werden naar Camp Douglas in Chicago vervoerd; anderen naar andere plaatsen in het Noorden.

## Na de slag
Nadat het nieuws van de overwinning bekend geworden was, werden in het Noorden kanonnen afgevuurd en kerkklokken geluid. De Chicago Tribune schreef dat Chicago "gek van vreugde" was. De innames van Fort Henry en Fort Donelson waren de eerste belangrijke Noordelijke overwinningen in de oorlog, en ze openden twee belangrijke rivieren als invasieroutes naar het Zuiden.
Grant werd gepromoveerd tot generaal-majoor en was nu tweede generaal in senioriteit in het Westen, achter Henry Halleck. Nadat kranten hadden gerapporteerd dat hij de slag had gewonnen met een sigaar tussen zijn tanden, kreeg hij door allerlei bewonderaars sigaren toegestuurd.
Het leger van generaal Don Carlos Buell bedreigde Nashville, terwijl John Pope naar Columbus oprukte. Albert Sidney Johnston evacueerde de belangrijke industriestad Nashville op 23 februari, de eerste hoofdstad van een Zuidelijke staat die in Noordelijke handen viel. Columbus viel op 2 maart. Hiermee was het grootste deel van Tennessee in handen van de Unie, net als heel Kentucky, hoewel in beide staten regelmatig Zuidelijke invallen (raids) plaatsvonden.
De locatie van de slag wordt bewaard door de National Park Service als Fort Donelson National Battlefield.
Slag om Fort Henry · Slag om Fort Donelson · Slag bij Shiloh · Beleg van Vicksburg · Tweede Slag bij Chattanooga · Atlantaveldtocht · Shermans Mars naar de Zee